# 剣淵町絵本の館
剣淵町絵本の館（けんぶちちょうえほんのやかた）は、北海道剣淵町に所在する絵本を集めた専門図書館。

## 沿革
1980年代末に小池暢子が地元の商工会青年部に招かれ、講演を行った。これをきっかけに、剣淵で小池や福武書店で小池の絵本を担当していた編集者の松居友の協力を受けて絵本に関連する原画展や講演会が開かれるようになった。
1989年（平成元年）8月に世界各国から絵本の原画を集めた国際絵本原画展を開催したのを皮切りに進められている絵本による街づくり「絵本の里」の拠点となる施設である。
開館にあたってはふるさと創生資金のうち5000万円分を用い、うち3500万円で旧町役場庁舎を改修し「絵本の館」に改装、1500万円で絵本と原画を購入した。1991年（平成3年）8月1日に開館した際には約1万冊の絵本を収蔵していた。開館当初から毎年8月に来館者の投票による「けんぶち絵本の里大賞」を開催している。
旧館は旧町役場を改装したものであったことから1999年（平成11年）には建築後55年で老朽化が進んで倒壊の危険性が指摘される状況となった。そこで、剣淵町教育委員会を含む剣淵町側は新館を建設して移転する構想を立てたが、剣淵町議会側は財政難理由にその構想に難色を示したことから、論争が巻き起こることになった。
こうした論争を超えて新館が建設され、蔵書増やして約4万5000冊とする新館が開設されることになった。この新館は2004年（平成16年）6月1日に仮開館し、同月25日に全館開業して正式に開館した。建物は木をふんだんに使った温かみを感じさせる構造でだ円形の平面構成となっており、2010年（平成22年）6月に「町づくりの拠点」となっていることが評価されて公共建築賞の優秀賞を受賞した。

## 利用案内
- 営業時間
  - 10:00 - 17:00[14]
- 定休日
  - 毎週水曜日と年末年始[14]
- 料金
  - 企画展示は一部有料、その他は無料[14]